# HLA-A33

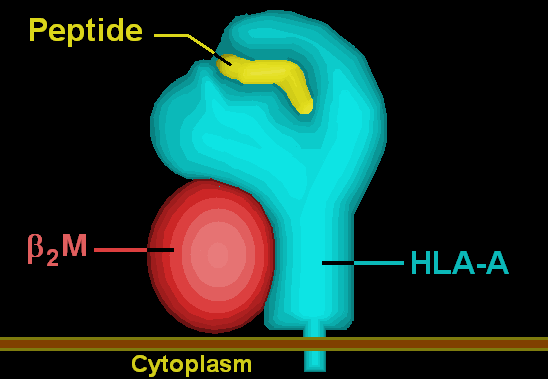

إيه 33 (بالإنجليزية: A33)‏ (HLA-A33) هو نوع من الاجسام المضاده (بالإنجليزية: Monoclonal)‏ المستخدمة في الكشف عن السرطان أو العلاج. هذه الأضداد تنتج صناعيا في المختبرات ويمكنها الكشف عن مكان وجود خلايا السرطان والارتباط بها.

## قراءة خارجية
- Method for treating cancer using A33 specific antibodies and chemotherapeutic agents
- Phase I/II study of iodine 125-labeled monoclonal antibody A33 in patients with advanced colon cancer
- Isolated protein which binds to A33 antibody, and peptides corresponding to portions of the protein